# Гомонегативизм
Гомонегативи́зм — термин, предложенный Хадсоном и Рикетсом (Hudson and Ricketts) в 1980 году для описания отрицательного, негативного отношения к тем или иным аспектам гомосексуальности.

## Варианты определения термина и его смысл
Определения гомонегативизма различны у разных специалистов. Так, одни специалисты называют гомонегативизмом любое отрицательное отношение к гомосексуальности, независимо от его степени, формы выражения, идеологической основы и т. д. — то есть трактуют термин буквально. При этом к гомонегативизму относят и эмоциональное, и моральное, и интеллектуальное неприятие гомосексуальности, а термин «гомофобия» предлагается полностью вывести из научного оборота как неверно отражающий суть явления (поскольку в большинстве случаев эмоция, испытываемая «гомофобами» по отношению к гомосексуальности — не страх, а неприязнь, брезгливость, ненависть, отвращение, то есть «гомофобия» в действительности не является фобией). Именно такую трактовку предлагали сами авторы термина Хадсон и Рикетс.
Другие специалисты, в частности российский врач-сексолог М. Бейлькин, относят к гомонегативизму лишь только рациональное, интеллектуальное неприятие, которое может сопровождаться или не сопровождаться эмоциями. Эти специалисты предлагают эмоциональное неприятие (страх, неприязнь, ненависть, отвращение) по-прежнему называть гомофобией, то есть разделять эмоциональную и интеллектуальную составляющие неприятия. 
Чарльз Сокарайдес, известный сторонник репаративной терапии, не отрицая существования гомонегативизма как явления, полагает, что к гомонегативизму можно относить только лишь те случаи, когда из общего контекста религиозных или традиционных моральных ценностей избирательно вырывается лишь то, что относится к осуждению гомосексуальности, при сравнительном игнорировании или меньшем внимании к соблюдению других заповедей и моральных ценностей. Согласно этой точке зрения, негативное отношение к гомосексуальности, базирующееся на религии или традиционной морали во всей их полноте, не должно расцениваться как гомонегативизм.